# Apteromantis aptera
Apteromantis aptera är en bönsyrseart som beskrevs av Fuente 1894. Apteromantis aptera ingår i släktet Apteromantis och familjen Mantidae. IUCN kategoriserar arten globalt som nära hotad. Inga underarter finns listade i Catalogue of Life.

## Bildgalleri

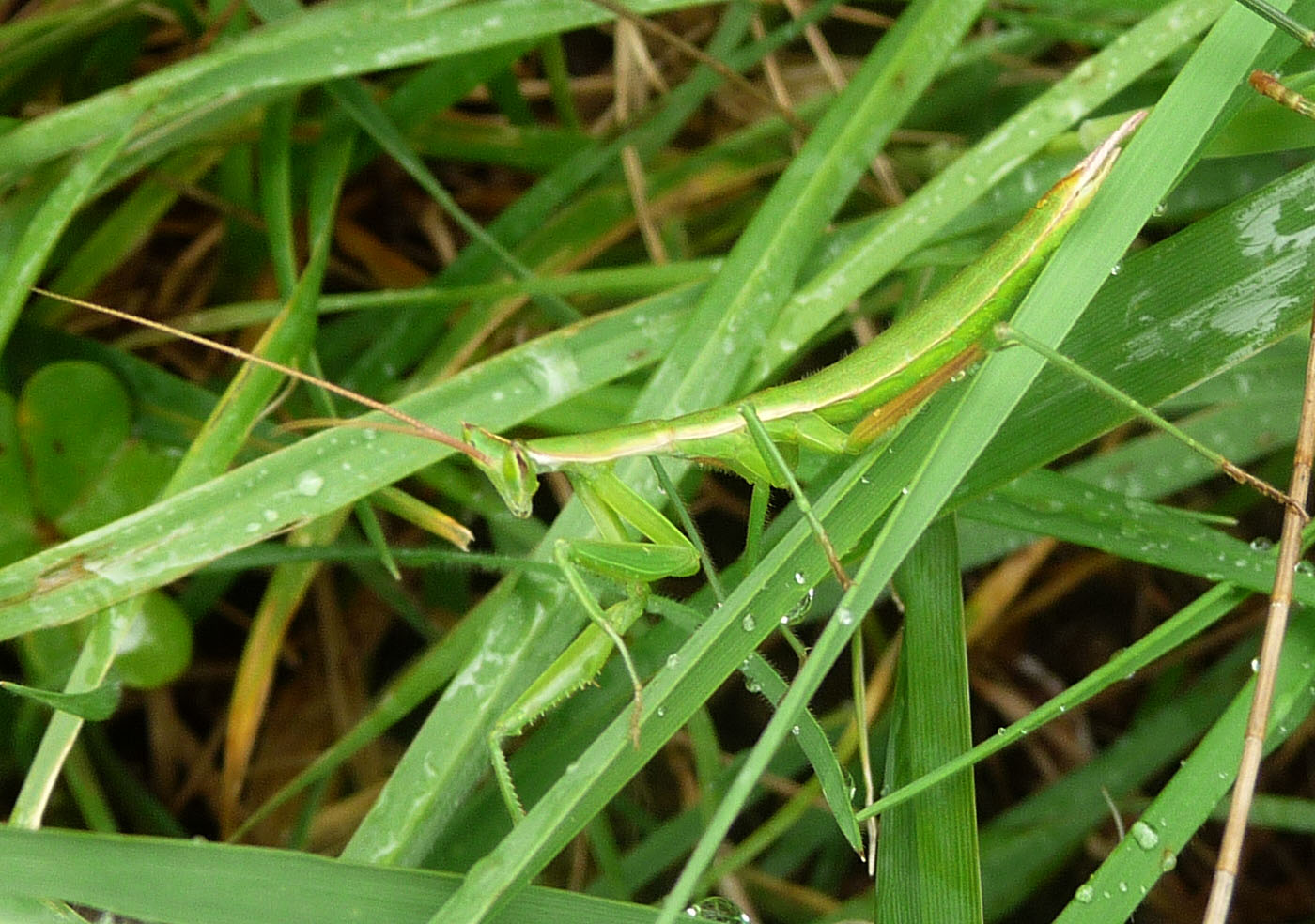